# Els Amics dels Bells Llibres
Els Amics dels Bells Llibres és el títol d'una col·lecció de llibres de bibliòfil creats per la Impremta Oliva de Vilanova i la Geltrú, perquè trobaven a faltar llibres de qualitat dedicats sobretot als bibliòfils.
La Protecció Literària, creada el 1876 i sembla que poc duradora en el temps, i la Societat Catalana de Bibliòfils, que va desaparèixer el 1912, van esperonar als germans Oliva (Víctor i Demetri
), impressors de Vilanova i la Geltrú, a fer alguna cosa per editar llibres en català dedicats als interessats en la bibliofília i en els llibres ben fets.

## Història
Van tenir la idea el 1918, i la van compartir amb uns amics, doncs per dur-la a terme necessitaven gent interessada i la primera feina era realitzar un butlletí per donar a conèixer el que es volia fer, però fins al 1921 no va aparèixer el primer “Butlletí dels Amics dels Bells Llibres”, del que en van fer cinc números.
En el primer número hi constava un manifest signat per 18 mecenes i personalitats de la cultura, alguns dels quals col·laboraven amb la impremta Oliva. El que volien fer constar era que en el món editorial català d' aleshores faltaven bones edicions, i que la bibliofília davallava a causa d'una “poc acurada elecció dels textos”, per la qual cosa era necessari una nova iniciativa.
Estava previst, tal com informaven al Butlletí que es volien editar obres d'autors catalans contemporanis i d'autors estrangers, però amb unes traduccions ben acurades, amb il·lustracions abundants.
El primer llibre imprès va ser Poesies de Joan Alcover, amb data de desembre de 1920. I el gener de 1921 ja preparaven les Les Syracusanes o les festes d'Adonis: Idili de Theòcrit, amb traducció del grec, proemi, notes biogràfiques de l'autor, notes filològiques i una extensa bibliografia dels manuscrits de Theòcrit, de les estampacions i dels estudis que se li han dedicat, tot, a càrrec d'Arthur Masriera, i amb il·lustracions de Francesch Labarta.
Tenien preparats uns quants llibres, però només un altre va sortir a la llum, Nou i Vell. Vària. Sonets londonencs. Traduccions. Líriques de Shakespeare. Lleidatanies, de M. Morera i Galícia. Els Amics dels Bells Llibres, Oliva de Vilanova, Barcelona, 1922, amb coberta i quatre dibuixos de J. RIBOT.
Malgrat que en data de setembre de 1921 el llistat de socis pujava a 165, subscrits tots a la col·lecció, creien els promotors que eren necessaris almenys 300 subscriptors perquè la iniciativa fos rendible. Malauradament, per diverses motivacions,no van poder portar a terme les seves il·lusions i no van poder editar els llibres que ja tenien seleccionats. Més endavant, l'any 1944, però, la impremta Oliva de Vilanova, va participar i col·laborar en la creació de l'Associació de Bibliòfils de Barcelona.